# La mia regina
La mia regina (Mrs. Brown) è un film del 1997 diretto da John Madden. Judi Dench ricevette innumerevoli premi e nomination per la sua interpretazione della Regina Vittoria.
È stato presentato nella sezione Un Certain Regard al 50º Festival di Cannes.
Judi Dench interpreterà nuovamente la regina venti anni dopo, nel film Vittoria e Abdul.

## Trama
Nel 1860 la regina Vittoria si è ritirata da tempo nella residenza di campagna della famiglia reale. Dopo la morte del marito, rifiuta ogni contatto con l'esterno, mentre a Londra il primo ministro Benjamin Disraeli porta avanti la politica nazionale, tenendo abilmente a bada l'opposizione e facendo in modo di conservare il rispetto e la lealtà verso la regina. Costei mantiene sotto stretta sorveglianza anche il figlio che, ormai adulto, vorrebbe veder concretizzare le proprie speranze di successione al trono. La vita nella grande casa cambia il giorno in cui arriva John Brown, maturo signore scozzese che era stato il fedele stalliere del marito della regina. Rivedendolo dopo tanti anni, Vittoria sente riaccendersi un'antica passione: il carattere forte, devoto, deciso dell'uomo fa tornare alla luce un'ammirazione che era stata rimossa dalla lontananza. Vittoria affida a John numerosi incarichi, con margini sempre più ampi di libertà, che lui utilizza per esercitare una sorta di dominio assoluto sulla servitù. E tuttavia, grazie a quella presenza, Vittoria ritrova interesse per il mondo esterno, riprende le visite e decide di tornare a Londra. Quando John, ammalato, muore, per Vittoria è come perdere un secondo marito...

## Riconoscimenti
- 1998 - Golden Globe
  - Miglior attrice in un film drammatico (Judi Dench)
- 1998 - British Academy of Film and Television Arts
  - Miglior attrice protagonista (Judi Dench)
  - Migliori costumi
- 1997 - Satellite Award
  - Miglior attrice in un film drammatico (Judi Dench)
- 1997 - Chicago Film Critics Association
  - Migliore attrice (Judi Dench)